# فكر انتحاري

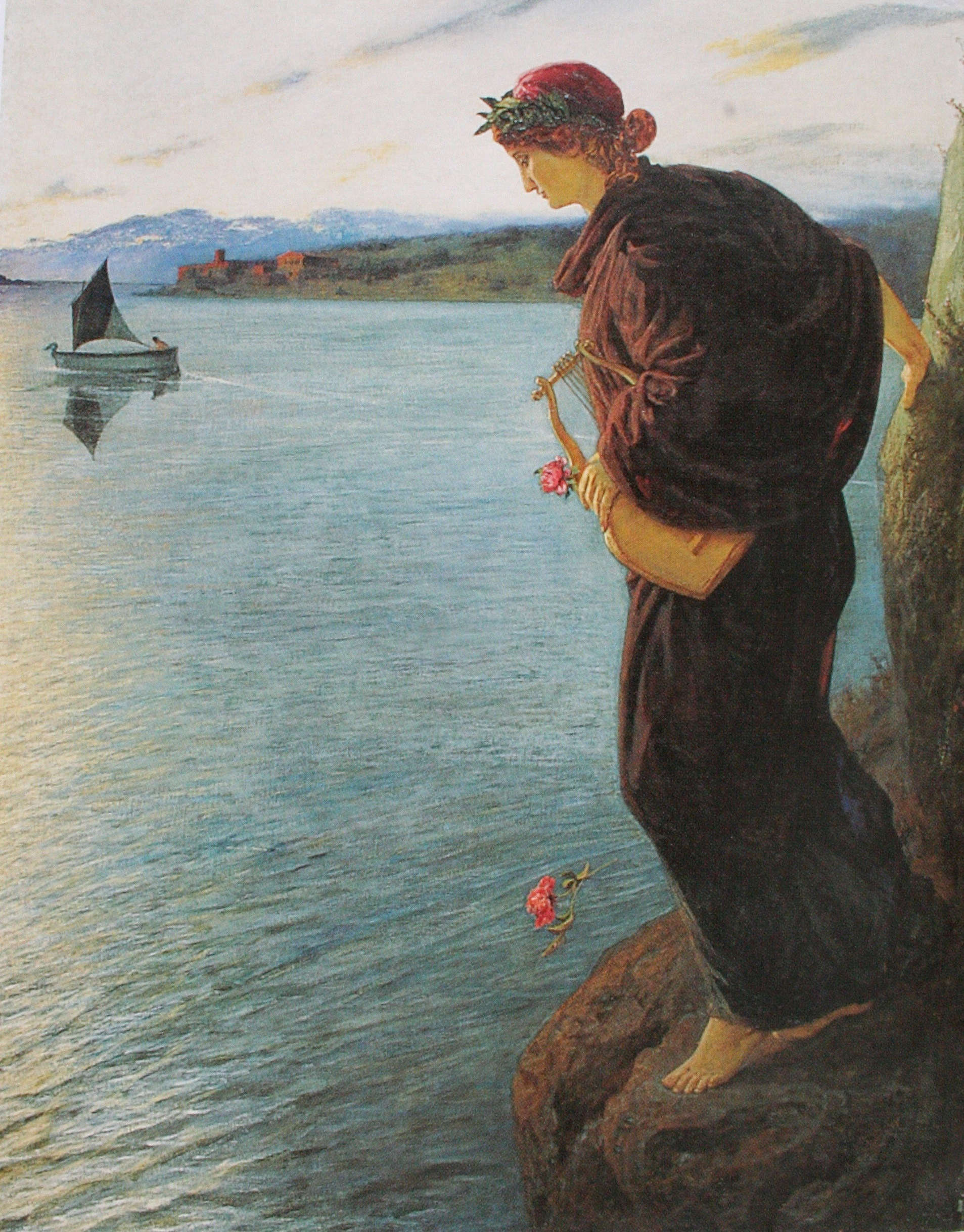
الفكر الإنتحاري

الفكر الانتحاري المعروف إيضا ب «أفكار انتحاريه»  هو الفكر الذي يهتم بالأفكار أو الانهماك غير الطبيعي في الانتحار. يختلف مدى الفكر الانتحاري بشكل كبير بين أفكار عابرة إلى أفكار شاملة إلى تخطيط مفصل إلى لعب الأدوار (كالوقوف على كرسي وتعليق نفسه بأنشوطة حبل استعدادا للشنق) ومن ثم المحاولات غير المكتملة والتي قد ترتكب بتعمد لتبدو غير مكتملة أو ليسهل اكتشافها وهو ما يعرف بالانتحار الظاهري أو قد تكون معدة بشكل كامل لينتج عنها وفاة لكن ينجو المنتحر بمحض الصدفة (كما في حالة الانتحار شنقا التي ينقطع فيها حبل الشنق).
معظم الذين يمرون بتجربة الفكر الانتحاري لا يستمرون ليصلوا إلى مرحلة محاولة الانتحار لكن مع ذلك يعد الفكر الانتحاري عامل خطورة.
وخلال عامي 2008-2009م، قدر حوالي 8.3 مليون من البالغين الذين تتراوح أعمارهم بين 18سنة وأكثر في الولايات المتحدة أو ما يقارب 3.7% من سكان الولايات المتحدة البالغين عن وجود أفكار انتحارية في العام الماضي، وكذلك قدر حوالي 2.2 مليون في الولايات المتحدة بأنهم وضعوا خططاً انتحارية في العام الماضي.
الفكر الانتحاري بشكل عام يتعلق بالإكتئاب وبإضطرابات المزاج الأخرى، وعلى ما يبدو أن لهذا الفكر ارتباط من بعد الاضطرابات النفسية، وبأحداث الحياة والمناسبات العائلية التي قد تزيد من خطر التفكير في الانتحار. السلوك الانتحاري المتكرر والتفكير في الانتحار هو السمة المميزة لإضطراب الشخصية الحدية. إذ وجدت إحدى الدراسات أن 73% من المرضى الذين يعانون من اضطراب الشخصية الحدية حاولوا الانتحار، بمتوسط 3.4 من المحاولات لكل مريض، وفي الوقت الراهن،  هناك عدد من طرق العلاج المختلفة لأولئك الذين يعانون من التفكير الانتحاري.

## العلامات والأعراض
الفكر الانتحاري لديه تعريف مباشر وبسيط – أفكار انتحارية ـ ولكن قد يكون له صلة بعلامات وأعراض أخرى. وقد يشمل بعض الأعراض أو الظروف المرضية مثل فقدان الوزن الغير متعمد، والشعور بالعجز، والشعور بالوحدة، والتعب المفرط، وانخفاض احترام الذات، وجود هوس متسق، الثرثرة بشكل مفرط، والعزم على تحقيق أهداف سابقة، بيحيث يشعر وكأن عقله في سباق. إن ظهور مثل هذه الأعراض مع عدم القدرة على التعامل معها أو التخلص من آثارها، هو دليل واضح على عدم وجود المرونة النفسية وبتعبير آخر هو الارتباط المباشر بالفكر الانتحاري. ويمكن أيضا أن يكون سبباً للحالات النفسية والتي أيضاً بدورها تعبر أحد المظاهر المرتبطة بالتفكير الانتحاري. والأعراض المرتبطة بانعدام المرونة النفسية والأنماط المشابهة لها من الضغط النفسي قد تؤدي إلى بداية التفكير في الانتحار. وهنالك أعراض أخرى وإشارات ينبغي الحذر منها تتضمن التالي:
- اليأس
- انعدام التلذذ
- الأرق أو إطالة النوم
- فقدان الشهية أو الإفراط في تناول الطعام
- الإكتئاب
- التوترالشديد
  - القلق
- انعدام التركيز
- الشعور بالألم
- نوبة الهلع
- الندم الشديد

### مقياس شدة التفكير الانتحاري
- مقياس بيك لتصنيف الفكر الانتحاري.
- مقياس كولومبيا لتصنيف شدة خطورة الفكر الإنتحاري [الإنجليزية].
- مقياس كسلر لتقييم الشدة النفسية (k10)
  - هذا الاختبار لا يقيس التفكير الانتحاري مباشرة، وإنما يعطي انطباعاً عن درجة الضيق النفسي مما يساعد في تجنب الوقوع في فخ التفكير الانتحاري. لأن هنالك صلة كبيرة بين الضيق النفسي وبين الحالات المرتبطة في التفكير الانتحاري.[6]

## عوامل الخطر
هنالك العديد من المؤشرات التي يمكن للمرء أن يعتبرها مرجعا للتأكد من وجود فكر انتحاري لدى شخص معين. وقد يكون هنالك في بعض الحالات مؤشرات تدل على شدة خطورة الفكر الانتحاري ومستوياته. ويمكن تقسيم العوامل التي قد تكون سببا في دخول الشخص في طور الفكر الانتحاري إلى ثلات عوامل: الاضطرابات النفسية، أحداث الحياة، وأمور متعلقة بالعائلة.

### الاضطرابات النفسية
هناك العديد من الاضطرابات النفسية التي تعد عاملا مرضيا يساهم في الفكر الانتحاري أو قد يكون سببا في زيادة خطروة التفكير في الانتحار. والقائمة التالية تتضمن الاضطرابات التي ثبت أنها تساهم بشكل كبير بزيادة خطورة الفكر التفكير في الانتحار. ويجدر الإشارة إلى أنها ليست الاضطرابات الوحيدة التي تساهم في زيادة خطورة الفكر الانتحاري. عدى إن الإضظرابات التي تزيد الخطورة أعظم من ذلك وقد تشمل:
- متلازمة طيف التوحد
  - متلازمة اسبرجر
- الإضطراب الإكتئابي
- الإكتئاب الجزئي
- اضطراب ثنائي القطب
- اضطراب نقص الانتباه مع فرط النشاط(ADHD)
- ما بعد الصدمة اضطراب الكرب (PTSD)
- اضطرابات الشخصية
- الذهان (القلق أو انفصال عن الواقع)
- جنون العظمة
- فصام
- تعاطي المخدرات [9][10]

### الآثار الجانبية للأدوية الطبية التي يتم وصفها
بعض الأدوية التي يتم وصفها، مثل مثبطات إعادة امتصاص السيروتونين الإنتقائية، قد يكون لها آثار جانبية تؤدي بالشخص إلى التفكير الانتحاري. بالإضافة إلى ذلك، قد يكون لها آثار جانبية تزيد من معدلات السلوك الانتحاري مما ينعكس ذلك على الفرد والجماعة: إذ من بين مجموعة من الأشخاص الذين يتناولون الأدوية قد يشعر البعض بالسوء مما يؤدي الأمر بهم إلى الانتحار (أو رغبة في النظر في نتائج الانتحار) وقد تظهر على شكل أعراض مماثلة لتلك الأعراض المصاحبة للاكتئاب، مثل نقص الطاقة والحماس. وبناءا على ذلك قد تبين أن الدواء يخفف من الأعراض الفسيولوجية (مثل نقص الطاقة) والأعراض النفسية الثانوية [على سبيل المثال، عدم وجود حافز) قبل أو عند تناول جرعات مخففة من الدواء فإن ذلك يخفف من الأعراض النفسية للمزاج المكتئب. إن الرغبة والعزم على الانتحار تتم من خلال إزالة العقبات التي تحول بين الشخص وهدفه في الانتحار، ويجب الأخذ بعين الاعتبار بأن آثار التفكير الانتحاري تزيد من محاولات الانتحار ومن عمليات الانتحار المكتملة.

### أحداث الحياة
تعد أحداث الحياة مؤشرا قويا على ازياد معدلات التفكير في الانتحار. وعلاوة على ذلك، يمكن لأحداث الحياة أن تكون إحدى العوامل المرضية المصاحبة للإضطرابات النفسية. وتتفاوت أحداث الحياة بين الأطفال والبالغين، لذلك فإن العوامل المتعلقة بأحداث الحياة التي قد تزيد من خطر التفكير في اإنتحار تتفاوت بين الأطفال والبالغين. وتتجلى معظم أحداث الحياة التي ثبت أنها تزيد من خطر التفكير في الانتحار بما يلي 
- مدمن كحول
  - قد أظهرت الدراسات أن الأفراد الذين يشربون الكحول تتفشى بينهم ظاهرة التفكير في الانتحار بمعدلات أعلى من أولئك الذين لا يشربون الكحول.[12]
  - وهنالك دراسات محددة أظهرت صلة وارتباط التفكير في الانتحار بأولئك الذين يستهلكون الكحول.[5]
  - وقد أظهرت الدراسات أن الشرب بشكل منفرد يزيد من خطورة التفكير في الانتحار، وقد تم إثبات أن اولئك الذين يفكرون *في الانتحار يحصولون على كميات كبيرة من الكحول يوميا ويتم احتسائها بشكل منفرد وبالانعزال عن الآخرين.[12]
- بعض الدراسات أظهرت ارتباط التفكير في الانتحار بالباطلة والعزوف عن العمل.[5]
- فقدان الأسرة و/ أو الأصدقاء
- وقد وجدت دراسات أخرى أن استخدام التبغ يرتبط مع الاكتئاب والتفكير في الانتحار [13]
- الحمل غير المخطط له
- البلطجة، بما في ذلك التسلط عبر الإنترنت [14][15]
- محاولات الانتحار السابقة
  - وجود محاولات الانتحار في السابق هي واحدة من أقوى المؤشرات على الانتحار أو التفكير في محاولات الانتحار في المستقبل [12]
- الخدمة العسكرية
- إن الأفراد العسكريين الذين يظهرون أعراض اضطراب ما بعد الصدمة، بالإضافة إلى أعراض الاضطراب المصاحب للاكتئاب، وكذلك اضطراب تعاطي الكحول، واضطراب القلق العام، تتجلى بينهم معدلات ومستويات أعلى في التفكير في الانتحار.[16]
- العنف المجتمعي [17]
- تغييرات غير مرغوب فيها في وزن الجسم [18]
  - النساء: زيادة BMI يزيد فرصة التفكير في الانتحار
  - الرجال: انخفاض حاد في مؤشر كتلة الجسم يزيد من فرصة التفكير في الانتحار
- بشكل عام السكان الذين يعانون من السمنة المفرطة تزيد لديهم نسبة التفكير في الانتحار مقارنة بالأفراد الذين لا يعانون من السمنة.
- الاهتمام بصور وعبارات ذات صلة بالانتحار [19]

### تاريخ عائلي
- الآباء والأمهات الذين لديهم تاريخ من الاكتئاب
  - قام فالنتشتاين وآخرون بدراسة ومتابعة 340 من الأبناء الراشدين الذين كان أولياء أمورهم يعانون من الاكتئاب. ووجد الباحثون أن 7% من النسل كانوا يميلون إلى التفكير في الانتحار في الشهر السابق
- الاعتداء [17]
  - الطفولة: الاعتداء الجسدي والجنسي.[20]
  - المراهقة: الاعتداء الجسدي والجنسي.
- العنف الأسري
- عدم الإستقرار السكني في فترة الطفولة
  - أظهرت بعض الدراسات ارتباط التفكير في الانتحار بحالات التفكك الأسري.[5]

### العلاقات مع الأهل والأصدقاء
وفقا لدراسة أجرتها روث X. ليو من جامعة ولاية سان دييغو، تم التوصل إلى أن العلاقات بين الوالدين وأطفالهم في مرحلة المراهقة المبكرة وكذلك في مرحلة المراهقة المتوسطة أو المتأخرة قد تتفاوت بين العائلات مما أثبت أن لهذا الأمر صلة كبيرة في إدخال الشخص في طور التفكير في الانتحار. تم إعداد الدراسة من خلال النظر في العلاقات بين الأمهات والبنات والآباء والأبناء والأمهات والأبناء والآباء وبناتهم. العلاقات بين الآباء والأبناء خلال مرحلة المراهقة المبكرة والمتوسطة تبين وجود علاقة عكسية مع التفكير في الانتحار. التقارب مع الأب في مرحلة المراهقة المتأخرة و«تتعلق إلى حد كبير في التفكير في الانتحار». قام ليو بتوضيح العلاقة بين الوالدين وتقاربهم للجنس المعاكس من أبنائهم ودور ذلك في وقايتهم من الدخول في طور التفكير الانتحاري. وقد تبين أن الأولاد إذا كانوا على مقربة من أمهاتهم خلال فترة المراهقة المبكرة والمتأخرة فإن ذلك سيجنبهم من الدخول في طور التفكير الانتحاري؛ في حين أن الفتيات بحماية أفضل من خلال وجود علاقة وثيقة مع والدهما في مرحلة المراهقة المتوسطة.
وجدت مقالة نشرت في عام 2010 من قبل Zappulla وبيس أن ظاهرة التفكير في الانتحار بين المراهقين تزداد سوءا بسبب الانفصال عن الوالدين وخاصة إذا كان الشخص يعاني من الاكتئاب منذ الطفولة. تقديرات انتشارظاهرة التفكير في الانتحار بين السكان من المراهقين تتراوح عادة من 60٪، وفي كثير من الحالات حدته يزيد من خطر الانتحار الفعلي.

## الوقاية
الكشف والعلاج المبكر يجنب من الخوض في الفكر الانتحاري أو محاولة الانتحار. في حال تم اكتشاف العلامات والأعراض والعوامل التي تجعل الشخص في دائرة خطر التفكير الانتحاري في وقت مبكر فإن ذلك سيساعد في العلاج وفي المحافظة على حياة الأشخاص. وفي دراسة أجريت على الأشخاص الذين حاولوا الانتحار، ثبت أن 91٪ منهم على الأرجح يعاني من واحدة أو أكثر من الأمراض النفسية. ومع ذلك، تم علاج 35٪ فقط من هؤلاء الأفراد وكذلك تم علاج جزء من أولئك الذين يعانون من الأمراض العقلية. وهذا يؤكد أهمية الكشف المبكر؛ إذ في حال تم الكشف عن مرض عقلي ما، فإن ذلك يمكننا من معالجة والسيطرة عليها للمساعدة في منع محاولات الانتحار. وقد أجريت دراسة تدور حول التفكير بالانتحار ومدى تفشي هذه الظاهرة بين المراهقين. وجدت هذه الدراسة أن أعراض الاكتئاب لدى المراهقين في وقت مبكر من الصف 9 يشكل مؤشر للتفكير في الانتحار. معظم الناس الذين يخوضون في التفكير في الانتحار على المدى الطويل لا يقمن بطلب المساعدة المهنية. [بحاجة لمصدر]
وتشير الدراسات التي سبق ذكرها أن الصعوبة تكمن في أن العاملين في مجال الصحة العقلية يعملون على تحفيز الأفراد على السعي في مواصلة العلاج. والطرق التي تسعى إلى زيادة عدد الأفراد الذين يسعون إلى العلاج تشمل ما يلي:
- زيادة توافر العلاج في مرحلة مبكرة
- زيادة الوعي لدى الأفراد بخصوص المساعدات النفسية التي قد تكون مفيدة لهم وتجنبهم من ظاهرة التفكير في الانتحار
  - الأشخاص الذين يعان من ظروف الحياة السيئة أكثر عرضة للدخول في طور التفكير الانتحاري من أولئك الذين يعانون من الأمراض العقلية [23]

ووضحت إحدى الدراسات المدعمة بمجموعة من الأبحاث عقدت في أستراليا لتحديد مسار الكشف المبكر عن التفكير في الإنتحارفي سن المراهقة مشيرا إلى أن «المخاطر المرتبطة بالانتحار تتطلب التركيز المباشر على تقليص الإدراك-إيذاء النفس وذلك لضمان السلامة قبل محاولة الخوض في المسببات الكامنة وراء السلوك». وقد طبق مقياس الشدة النفسية المعروف باسم k10 على عينة عشوائية من الافراد. وبناءا على نتائج الدراسات تبين أن 9.9 من أفراد العينة يعانون من «اضطرابات نفسية» وبأن حوالي 5.5 منهم وصلوا إلى مرحلة التفكير في الانتحار. وتبين أن الأفراد الذين يعانون من الاضطرابات النفسية بشكل كبير وملحوظ «أكثر عرضة للتفكير في الانتحار بمقدار 77 مرة من أولئك الذين يعانون منها بنسبة أقل» بناءا على مقياس الشدة النفسية.
في دراسة استمرت لمدة 1 أجريت في فنلندا، حوالي 41٪ من المرضى الذين حصلواعلى الرعاية الصحية والمهنية بالإضافة إلى ذلك عرضوا على أطباء نفسيين وفيما بعد تم رصد هؤلاء المرضى كحالات انتحار. ومن بين هؤلاء، حوالي22٪ تمت مناقشة نيتهم في الانتحار في آخر زيارة مكتبية لهم. في معظم الحالات، تم الانتحار في غضون أسبوع بعد الزيارة المكتبية، ومعظم الحالات تم تشخيصهم بأمراض واضطرابات نفسية.
هناك العديد من المراكز حيث يمكن للمرء الحصول على مساعدات في مجال مكافحة التفكير في الانتحار والإنتحارHemelrijk وآخرون. (2012) وجدت أدلة على أن مساعدة الناس مع التفكير في الانتحار عبر الإنترنت مقابل المزيد من الأشكال المباشرة مثل المحادثات الهاتفية لها تأثير أكبر.

## العلاج
علاج التفكير في الانتحار يمكن أن يكون محيرا ويرجع ذلك إلى حقيقة أن العديد من الأدوية تلعب دورا في زيادة أو التسبب في التفكير في الانتحار لدى المرضى. لذلك، غالبا ما تستخدم عدة وسائل بديلة لعلاج التفكير في الانتحار. وتشمل العلاجات الرئيسية: الإستشفاء والعلاج في العيادات الخارجية، والدواء / طرائق أخرى 

### المستشفى
المستشفى يسمح للمريض أن يكون في بيئة آمنة تحت الإشراف لمنع تطور التفكير في الانتحار إلى محاولات الانتحار. في معظم الحالات، الأفراد لديهم حرية اختيار العلاج الذي يرونه مناسبا لأنفسهم. ومع ذلك، هناك العديد من الظروف التي ترغم الأفراد على دخول المستشفى بغض النظر عن رغبتهم أو عدم رغبتهم بذلك. هذه الظروف هي:
1. إذا كان الفرد يشكل خطرا على نفسه أو الآخرين
2. إذا كان الفرد غير قادر على رعاية الذات

قد يكون العلاج في المستشفيات أيضا أفضل علاج إذا كان الفرد:
- لديه الإمكانية للوصول إلى أدوات خطيرة تساعده بعملية الانتحار (على سبيل المثال، سلاح ناري أو مخزون من الحبوب).
- لايوجد لديه دعم اجتماعي وليس هنالك أحد يشرف عليه.
- لديه خطة انتحارية.
- ظهرت عليه أعراض الاضطراب نفسي (على سبيل المثال، والذهان والهوس، الخ).

### العلاج خارج المستشفى
هو العلاج الذي يسمح للأفراد بالبقاء في مكان إقامتهم والحصول على العلاج عند الحاجة أو على أساس جدول زمني محدد. ويحرص على تحسين نوعية الحياة لبعض المرضى، إذ ستكون لديهم إمكانية الوصول إلى كتبهم وكذلك إلى الكمبيوتر الخاص بهم، بحيث يكون الشخص قادر على الدخول والخروج بحرية. قبل السماح للمرضى بتلقي العاج خارج المستشفى يعمل الأطباء على تقييم عدة عوامل للمريض. وتشمل هذه العوامل مستوى الدعم الاجتماعي الذي يتلقاه المريض، السيطرة على الانفعالات ونوعية الحكم. بعد تخطي المرضى هذا التقييم، يطلب منهم الموافقة على «التعهد بعدم الإيذاء». هذا هو عقد وضع من قبل الطبيب وعائلة المريض. ضمن العقد، يوافق المريض على عدم إلحاق الضرر بهم، لمواصلة زياراتهم مع الطبيب، والاتصال بالطبيب في أوقات الحاجة. وهناك بعض الجدل حول ما إذا كان عقود «لا للضرر» فعالة. ثم يتم فحص هؤلاء المرضى بشكل روتيني لضمان أنهم الحفاظ على العقد المبرم بينهما وتجنب الأنشطة الخطرة (شرب الخمر، والقيادة بسرعة دون ارتداء حزام الأمان، وغيرها).

### الدواء
إن وصف دواء لعلاج التفكير في الانتحار قد يكون صعبا. وأحد أسباب ذلك هو أن العديد من الأدوية ترفع مستويات الطاقة للمرضى قبل أن تحسن مزاجهم. مما يضعهم في دائرة الخطر بمحاولتهم الانتحار. بالإضافة إلى ذلك، إذا كان المريض يعاني من اضطراب نفسي مصاحب لظاهرة التفكير في الانتحار، قد يكون من الصعب العثور على الدواء الذي يعالج كلا من اضطراب نفسي والتفكير في الانتحار. ولذلك، فإن الدواء الموصوف لمريض يعاني من التفكير في الانتحار قد تكون مختلفة تماما عن دواء لمريض آخر. ومع ذلك، هناك العديد من الأدوية التي يبدو أنها تعمل بشكل جيد إلى حد ما لعلاج التفكير في الانتحار:
- مضادات الإكتئاب - هناك العديد من مضادات الاكتئاب التي ينبغي أن يمتنع الأطباء من وصف، لأنها قد تؤدي إلى الموت في حال استخدام جرعات زائدة. ومن المضادات التي يجب الامتناع عن وصفها تلك التي تحتوي على 3 حلقات في تركيبيها الكيميائي.
  - فلوكستين (بروزاك)
  - سيرترالين (زولوفت)
  - الباروكستين (باكسيل)
  - فلوفوكسامين (Luvox)
  - الفينلافاكسين (إفإكسور)
  - نيفازودون [الإنجليزية] (Serzone)

وقد ثبت أن مضادات الاكتئاب تعد وسيلة فعالة جدا لعلاج التفكير في الانتحار. إذ عند مقارنة معدلات وفيات إحدى الدراسات داخل إحدى المقاطعات حول أخذ المضادات SSRI وأثرها على تقليل الموت بسبب الانتحار نتيجة التفكير فيه. إن المقاطعات التي كانت تستخدم SSRIحظيت بعدد قليل من الوفيات الناجمة عن الانتحار. بالإضافة إلى ذلك، جاءت دراسة تجريبية حول مرضى الاكتئاب لمدة سنة واحدة. خلال الأشهر الستة الأولى من هذا العام، تم فحص المرضى لمعرفة الأمور التي تدور حول السلوك الانتحاري بما في ذلك التفكير في الانتحار. ثم شرع المرضى بعد ذلك بأخذ المضادات في الأشهر الستة التالية. إذ خلال ستة أشهر من العلاج، وجد المجربون أن نسبة التفكير في الانتحار انخفضت من 47٪ من المرضى وصولا إلى 14٪ من المرضى. وهكذا، يبدو من البحوث الحالية أن مضادات الاكتئاب لها تأثير مفيد على الحد من التفكير في الانتحار.
على الرغم من أن تقارير الأبحاث وضحت أهمية استخدام مضادات الاكتئاب لعلاج التفكير في الانتحار، إلا أنه في بعض الحالات، تعد مضادات الاكتئاب سببا في التفكير في الانتحار. على بدء استخدام مضادات الاكتئاب، فإن العديد من الأطباء يشيرون إلى أن ظهور مفاجئ أحيانا من حالات التفكير في الانتحار قد تصاحب العلاج. وقد تسبب هذا في إدارة الغذاء والدواء إلى إصدار تحذير تفيد أنه في بعض الأحيان استخدام مضادات الاكتئاب قد تزيد في الواقع أفكار التفكير في الانتحار. الدراسات الطبية قد وجدت مضادات الاكتئاب مساعدة في علاج التفكير في الانتحار وتعمل بشكل جيد خاصة مع العلاج النفسي.ليثيوم وكلوزابين  على حد سواء ثبت أنها تحد من التفكير في الانتحار. ونقلت التايمز عن الدكتور هربرت ميلتزر يشير «كلوزابين قد تكون فعالة للمرضى الذين يعانون من أمراض الانتحاري أخرى مثل الاكتئاب الهوسي أو الاكتئاب ...».

## قراءة إضافية
- Beck، AT؛ Steer, RA؛ Kovacs, M؛ Garrison, B (1985). "Hopelessness and eventual suicide: a 10-year prospective study of patients hospitalized with suicidal ideation". Am J Psychiatry  [لغات أخرى]‏. ج. 142 ع. 5: 559–563. PMID:3985195.{{استشهاد بدورية محكمة}}:  صيانة الاستشهاد: علامات ترقيم زائدة (link)
- Uncapher، H (2000–2001). "Cognitive biases and suicidal ideation in elderly psychiatric inpatients". Omega. ج. 42 ع. 1: 21–36. DOI:10.2190/6uu8-hk8e-hl0v-q4cu.
- Uncapher، H؛ Gallagher-Thompson, D؛ Osgood, NJ (1998). "Hopelessness and suicidal ideation in older adults". The Gerontologist. ج. 38 ع. 1: 62–70. DOI:10.1093/geront/38.1.62. PMID:9499654.

## روابط خارجية
- Evaluation and Treatment of Patients with Suicidal Ideation
- Suicidal Thoughts
- National Suicide Prevention Lifeline: Warning signs